# Rājīr
Rājīr (persiska: راجیر) är en ort i Iran.   Den ligger i provinsen Gilan, i den nordvästra delen av landet, 270 km nordväst om huvudstaden Teheran. Antalet invånare är 308.
Terrängen runt Rājīr är platt. Runt Rājīr är det tätbefolkat, med 493 invånare per kvadratkilometer. Närmaste större samhälle är Fūman, 19,9 km söder om Rājīr. Trakten runt Rājīr består till största delen av jordbruksmark.